# اتحاد بزرگ (اتحاد آگسبورگ)
اتحاد بزرگ ائتلافی اروپایی بود که از اتریش، باواریا، براندنبورگ، جمهوری هلند، انگلستان، امپراتوری مقدس روم، ایرلند، پالاتینات راین، پرتغال، ساووا، ساکسونی، اسپانیا و سوئد تشکیل شده بود. این ائتلاف که اتحادیه آگسبورگ نیز نامیده می‌شود، در ۱۶۸۶ میلادی تشکیل شد و پس از پیوستن انگلستان به آن (در ۱۶۸۹ میلادی) اتحاد بزرگ نیز نام گرفت. هدف از تشکیل این ائتلاف مقابله با توسعه طلبی‌های لوئی چهاردهم، شاه فرانسه، بود.